# Adrien Lemaire
Pour les articles homonymes, voir Lemaire.
Adrien Lemaire, né le 5 janvier 1999, est un grimpeur français.

## Carrière
Aux Championnats de France d'escalade 2017, il termine troisième en vitesse (voie record). Il est deuxième du combiné aux Championnats de France d'escalade 2018. Aux Championnats de France d'escalade 2019, il termine 2e en difficulté ; aux Championnats de France d'escalade 2022, il termine 2e en bloc.
Il est sacré champion de France de bloc en 2025 à Anse.